# Aurelius en Natalia
Aurelius en Natalia (gestorven in 852 n.Chr.) waren een christelijk echtpaar dat werd geëxecuteerd door Abd ar-Rahman II, de emir van Córdoba, omdat ze weigerden hun geloof af te zweren. Ze worden beschouwd als martelaren en heiligen van de Katholieke Kerk en de Orthodoxe Kerk.

## Leven
Aurelius werd geboren in een rijke familie in Sevilla. Zijn vader was een Arabische moslim en zijn moeder een Spaanse christen. Nadat hij als kind wees was geworden, werd hij opgevoed door zijn tante, die mogelijk in het geheim christen was. In die tijd werden christenen vervolgd in de Moorse koninkrijken van Spanje.
Aurelius trouwde met Sabigotho, een meisje uit een moslimfamilie. Na de bruiloft besloot Sabigotho zich tot het christendom te bekeren en nam de christelijke naam Natalia aan. Het echtpaar woonde in het emiraat Córdoba, kreeg een dochter en leefde in het geheim als christen. In die tijd was bekering van de islam tot het christendom een doodzonde.
Op een dag was Aurelius getuige van de openbare geseling van een christelijke koopman die openlijk zijn geloof in Christus had beleden. Geschokt door de gebeurtenis besloten Aurelius en Natalia dat ze hun geloof niet langer konden verbergen. Ze zetten wat geld opzij voor hun dochter en schonken de rest van hun spaargeld aan de armen. Vervolgens begonnen ze openlijk hun geloof te verkondigen en zorg te dragen voor de christenen die in de gevangenis zaten.

## Verering
Het feest van Aurelius en Natalia is op 27 Juli. Zij behoren tot de Martelaren van Cordoba, 49 christenen die tussen 850 en 859 n.Chr. in deze stad werden geëxecuteerd.
De Relikwieën van Aurelius worden bewaard in een altaar in de Catedral Metropolitana de Santa María la Antigua in Panama-Stad.